# Zlatogorite
La zlatogorite est un minéral de la classe des sulfures, qui appartient au groupe de la nickéline. Il est nommé d'après le gisement de Zlatoya Gora, en Russie, son topotype.

## Caractéristiques
La zlatogorite est un antimoniure de nickel et de cuivre de formule chimique NiCuSb2. Elle a été approuvée comme espèce valide par l'Association internationale de minéralogie en 1994. Elle cristallise dans le système trigonal. Sa dureté sur l'échelle de Mohs est de 4,5.

## Classification
Selon la classification de Nickel-Strunz, la zlatogorite appartient à "02.C - Sulfures métalliques, M:S = 1:1 (et similaires), avec Ni, Fe, Co, PGE, etc." avec les minéraux suivants : achavalite, breithauptite, fréboldite, kotulskite, langisite, nickéline, sobolevskite, stumpflite, sudburyite, jaipurite, sederholmite, pyrrhotite, smithite, troïlite, chérépanovite, modderite, ruthénarsénite, westerveldite, millérite, mäkinenite, mackinawite, hexatestibiopanickélite, vavřínite, braggite, coopérite et vysotskite.

## Formation et gisements
Elle a été découverte dans le gisement d'or de Zlatoya Gora, dans la vallée de Soimon, près de Karabash, dans l'oblast de Tcheliabinsk, Russie. Elle a également été décrite à Castleside, dans le comté anglais de Durham, au Royaume-Uni.